# Hinterer Spiegelkogel
De Hintere Spiegelkogel is een 3424 meter (volgens andere bronnen 3426 meter) hoge berg in de Ötztaler Alpen in het Oostenrijkse Tirol. De berg is gelegen in de Ramolkam (Schnalskam), die tot de hoofdkam van de Ötztaler Alpen wordt gerekend.
De Hintere Spiegelkogel is hoger dan zijn naburige toppen Vordere (3087 meter) en Mittlere Spiegelkogel (3311 meter). De Hintere Spiegelkogel ligt ongeveer zeven kilometer ten zuidwesten van Obergurgl in het Gurgler Tal. Op de noordflank van de berg is de Spiegelferner gelegen, die reikt tot net onder de top. Aan de zuidzijde ligt de Firmisanferner. Hier scheidt het 3251 meter hoge Spiegeljoch de Hintere Spiegelkogel van de Firmisanschneide. Aan noordelijke zijde liggen verder nog de Große Ramolkogel, de Mittlere Ramolkogel en de Kleine Ramolkogel.
Beklimming van de berg start meestal bij het Ramolhaus (3005 meter), dat even ten oosten van de bergtop gelegen is. De normale route loopt van deze hut in westelijke richting over een groot gletsjerveld naar de Spiegeljoch, vanwaar de top kan worden bereikt over de zuidelijke graat. Volgens de literatuur bedraagt de UIAA-moeilijkheidsgraad I en duurt de tocht ongeveer drie uur.